# Палуді
Палуді (італ. Paludi, сиц. Paludi) — муніципалітет в Італії, у регіоні Калабрія, провінція Козенца.
Палуді розташоване на відстані близько 440 км на південний схід від Рима, 75 км на північ від Катандзаро, 50 км на північний схід від Козенци.
Населення — 1094 особи (2014).

## Демографія
Населення за роками:

Станом на 1 січня 2023 року в муніципалітеті офіційно проживав 71 іноземець з 10 країн, серед них 44 громадяни країн Євросоюзу та 1 громадянин України.

## Сусідні муніципалітети
- Кропалаті
- Лонгобукко
- Россано-Калабро